# Mychalcza
Mychalcza (ukr. Михальча) – wieś na Ukrainie, w obwodzie czerniowieckim, w rejonie czerniowieckim, w hromadzie Kamjana. W 2022 liczyła 2262 mieszkańców.